# Ephialtias choba
Ephialtias choba là một loài bướm đêm thuộc họ Notodontidae. Nó được tìm thấy ở hạ Amazon ở Brasil.